# Шейх-Мазарі
Шейх-Мазарі (перс. شیخ مزاری) — село в Ірані, входить до складу дехестану Барандуз у Центральному бахші шахрестану Урмія провінції Західний Азербайджан.